# Planet Dinosaur
Planet Dinosaur è un documentario sui dinosauri, diviso in sei episodi, prodotto dalla BBC nel 2011. In originale la serie ha la voce narrante di John Hurt. Dopo la serie di Nel mondo dei dinosauri, questa è la seconda serie della BBC sui dinosauri. Nella serie sono presenti più di 50 specie diverse di creature preistoriche, nel loro ambiente naturale e tutte le immagini sono state create al computer, per circa un terzo del costo di produzione, che era stato necessario, un decennio prima, per la realizzazione di Nel mondo dei dinosauri. Gran parte della trama si basa sulle nuove scoperte scientifiche avvenute nell'ultimo decennio. La serie è stata pubblicata in DVD il 24 ottobre 2011. In Italia la serie è andata in onda a puntate nel programma Wild - Oltrenatura, nell'inverno del 2012.

## Episodi

### 1 - Il Mondo Perduto
- 95 milioni di anni fa, Cretacico superiore (Marocco, Nord Africa)

Nelle paludi del Nordafrica, una mandria di Ouranosaurus nigeriensis viene spaventata dall'inaspettato arrivo di un Spinosaurus, il più grande dinosauro predatore mai esistito, tuttavia il gigante li ignora. Invece, si reca ad un fiume dove rivela la sua vera natura di pescatore, pescando alcuni Onchopristis (una specie di pesce sega gigante), che ogni anno migrano nei fiumi d'acqua dolce per riprodursi. Un Rugops primus si nutre degli avanzi del predatore, che alla fine si allontana nuotando(*). L'episodio si sposta su due maschi di Carcharodontosaurus saharicus, che stanno lottando per il territorio. Il vincitore dello scontro poi attacca e uccide un Ouranosaurus. L'episodio ritorna a concentrarsi sull'habitat dello Spinosaurus, dove è cominciata la siccità e lo Spinosaurus viene allontanato dalla poca acqua residua da un grosso Sarcosuchus imperator (che a differenza del dinosauro può ibernarsi nei periodi di siccità) e comincia a cercare cibo a terra. Dopo aver ucciso e mangiato uno pterosauro, lo Spinosaurus incontra un gruppo di Ouranosaurus, ma il predatore è troppo pesante per inseguirli. Seguendo l'odore di una carcassa lo Spinosaurus si imbatte nel Carcharodontosaurus, che aveva precedentemente ucciso l'erbivoro. Dopo un titanico scontro tra i due predatori, lo Spinosaurus riesce ad allontanare l'altro carnivoro dalla carcassa, riportando purtroppo una serie di morsi alla vela, che purtroppo li causeranno la morte per un'emorragia interna. Il narratore spiega che nei successivi milione di anni, l'innalzamento del livello del mare distruggerà l'habitat dello Spinosaurus, provocando l'estinzione del più grande killer mai apparso sulla terra.
Specie presenti:
- Spinosaurus aegyptiacus
- Ouranosaurus nigeriensis
- Carcharodontosaurus saharicus
- Rugops primus
- Sarcosuchus imperator
- Onchopristis
- Alanqa saharica (identificato come pterosaro)
- Specie di coccodrillo sconosciuta (probabilmente un Goniopholis)

### 2 - Draghi Piumati
- 154 milioni di anni fa , Tardo Giurassico (Pechino, Cina, Asia)
- 85 milioni di anni fa , Tardo Cretaceo (Mongolia, Asia)
- 120 milioni di anni fa, Cretaceo Inferiore (Jilin, Cina, Asia)

In una foresta della Cina, nel tardo periodo Giurassico, un Epidexipteryx scappa da un giovane Sinraptor arrampicandosi su un albero. Nella corteccia dell'albero trova una larva di scarabeo, dimostrando di utilizzare le lunghe dita in modo simile all'odierno Aye Aye. Tuttavia la sua preda viene rubata da un Epidexipteryx più grande, che lo scaccia esibendo le sue piume caudali. L'Epidexipteryx più piccolo è quindi costretto a trovare un altro punto dell'albero per nutrirsi, in seguito trova un'altra larva ma questa gli sfugge e cade al suolo, venendo recuperata dall'Epidexipteryx più grande, che verrà poi attaccato e ucciso dal giovane Sinraptor.(*)
Nel deserto della Mongolia, nel tardo periodo Cretaceo, viene mostrato un Saurornithoides mentre cova le sue uova. Appena questo si allontana dal nido, in cerca di cibo, un Oviraptor ruba un uovo fuggendo repentinamente quando il troodontide ritorna. Il Saurornithoides viene però improvvisamente attaccato e ucciso da un grosso maschio di Gigantoraptor, che si sta dirigendo ad una competizione rituale d'accoppiamento. I maschi si esibiscono davanti alle femmine, mostrando le piume. Il nostro maschio trova una femmina ma è costretto a lottare contro un altro maschio e dopo un breve combattimento tra i due, la femmina si accoppia il miglior pretendente.
In una foresta in Cina, nel Cretaceo Inferiore, uno Xianglong viene braccato da un Microraptor, che utilizza le piume di tutti e quattro gli arti per planare da un albero all'altro per inseguire la lucertola. Un Sinornithosaurus lo attacca, ma dopo un breve inseguimento il Microraptor riesce a sfuggire al suo assalitore.(*) Il Sinornithosaurus, insieme ad altri due suoi simili, caccia una femmina di Jeholosaurus e i suoi tre piccoli. Il gruppo riesce ad abbattere l'adulta grazie al lavoro di squadra e al letale morso del Sinornithosaurus altamente velenoso e questo gli consente di abbattere prede più grandi di lui.
Verso la fine dell'episodio, viene visualizzato un montaggio sui protagonisti dell'episodio, dove Jhon Hurt spiega che secondo i paleontologi i dinosauri piumati come il Microraptor, svilupparono le piume per volare evolvendosi poi in uccelli. In tal senso i dinosauri non si sono estinti, ma vivono ancora tra noi sotto forma di uccelli.
Specie presenti:
- Epidexipteryx
- Sinraptor
- Larva non identificata
- Gigantoraptor
- Oviraptor
- Saurornithoides
- Sinornithosaurus
- Microraptor
- Jeholosaurus
- Xianglong

### 3 - Gli Ultimi Predatori
- 75 milioni di anni fa, tardo Cretaceo (Alberta, Alaska, Canada)
- 70 milioni di anni fa, tardo Cretaceo (Madagascar)

Verso la fine del Cretaceo in Canada, in quello che oggi è il Parco provinciale dei Dinosauri, un Daspletosaurus adulto cerca di attaccare un Chasmosaurus, ma perde l'elemento sorpresa ed è costretto a ritrarsi. In seguito il Chasmosaurus si imbatte in un intero gruppo di Daspletosaurus che dopo un lungo inseguimento lo uccidono e lo divorano. Dopo aver ucciso l'animale gli adulti mangiano per primi costringendo i più giovani ad aspettare il loro turno.
Nell'artico, alcuni Edmontosaurus sono attaccati da una specie gigante di Troodon (che nella serie viene chiamato Troodon gigante dell’Alaska). I piccoli predatori attaccano di notte e riescono a separare una madre dal suo piccolo, ma la madre interviene e riesce a cacciare i Troodon. Il mattino seguente, i Troodon banchettano sulla carcassa del cucciolo che è morto durante la notte, mentre gli Edmontosaurus riprendono la loro migrazione.
In Madagascar, una madre Majungasaurus (un abelisauride) ed i suoi due cuccioli, sono in cerca di cibo e trovano una carcassa abbandonata e dopo aver scacciato alcuni Rahonavis, cominciano a mangiare. Tuttavia l'intera famiglia viene allontanata dalla carcassa da un altro Majungasaurus maschio che ruba la carcassa alla femmina. Ma, dopo che il maschio ruba un pezzo di carne ad uno dei piccoli la madre lo attacca e lo uccide, cominciando poi a cibarsene.(*)
L'episodio ci riporta di nuovo in Nord America, dove un gruppo di Daspletosaurus sono in attesa della grande migrazione annuale dei Centrosaurus. Attaccando durante un temporale i carnivori riescono ad uccidere alcuni ceratopsidi. Come nelle migrazioni dei moderni gnu, anche i Centrosaurus sono costretti a guadare un fiume. Purtroppo alcuni di loro non ce la fanno (vengono uccisi da un coccodrillo gigante o colpiti da tronchi galleggianti o annegano per sfinimento). La mattina seguente le carcasse trasportate dal fiume attirano alcuni animali spazzini, tra cui i Daspletosauri.(*)
Verso la fine dell'episodio, la voce narrante di Jhon Hurt spiega che, dopo l'estinzione di teropodi specializzati come gli spinosauridi e i carcharodontosaridi verranno rimpiazzati da carnivori meno specializzati quali i tirannosauridi come il Daspletosaurus e gli abelisauridi come il Majungasaurus, che saranno appunto gli ultimi dinosauri killer, prima della grande estinzione di massa.
Specie presenti
- Daspletosaurus
- Chasmosaurus
- Centrosaurus
- Specie di coccodrillo gigante sconosciuta (probabilmente un Deinosuchus)
- Troodon
- Edmontosaurus
- Majungasaurus
- Rahonavis

### 4 - Lotta Per La Sopravvivenza
- 150 milioni di anni fa, Giurassico superiore (Europa),(Nord America)

Nei mari attorno all'Europa, del Giurassico superiore alcuni Kimmerosaurus cacciano degli strani pesci chiamati Squatina. Ma poco dopo vengono attaccati dal Predator X (un gigantesco Pliosaurus), ma riescono a fuggire rifugiandosi in una laguna dove l'acqua è troppo bassa per il predatore. Quando la marea aumenta il Predator X riesce ad entrare nella laguna ma l'acqua troppo bassa non li consente di utilizzare tutta la sua potenza, permettendo agli agili plesiosauri di fuggire. Tuttavia quest'ultimi devono tornare in mare aperto per nutrirsi. Un Kimmerosaurus solitario si sta alimentando vicino alla superficie in mare aperto e prima che possa accorgersene viene attaccato e ucciso dal Predator X.
Nelle aride pianure del Nord America, un gruppo di Stegosaurus e di Camptosaurus formano una perfetta simbiosi: i Camptosauri fanno da vedette allertando i grossi erbivori in caso di pericolo mentre gli Stegosauri forniscono loro protezione. Un Allosaurus solitario prova ad attaccare il gruppo ma viene intercettato da un Camptosaurus che allerta il gruppo che immediatamente si da alla fuga. L'Allosaurus cerca allora di attaccare i più lenti Stegosauri ma mentre attacca un giovane esemplare viene gravemente ferito dalla coda di uno di quest'ultimi. Tuttavia l'Allosaurus sopravvive all'infortunio. Tempo dopo lo stesso Allosaurus caccia un paio di Camptosaurus, lontani dalla protezione degli Stegosauri. Dopo un breve inseguimento il teropode riesce ad uccidere uno dei due erbivori, ma prima che possa iniziare a mangiare viene allontanato dalla sua preda dall'arrivo di un grosso Saurophaganax.(*)
Specie presenti:
- Pliosaurus (identificato come Predator X)

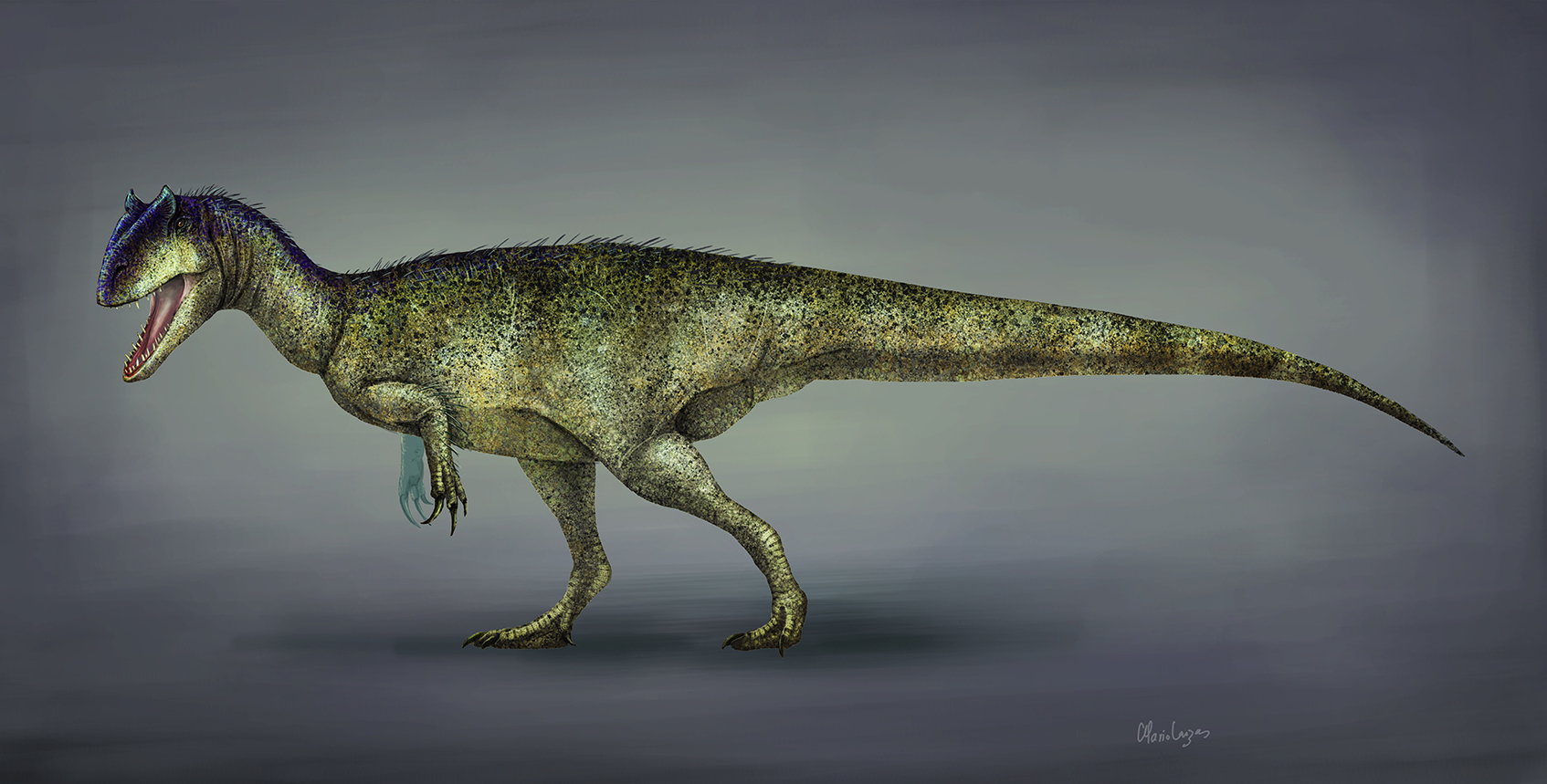
Ricostruzione di Saurophaganax

- Kimmerosaurus
- Squatina
- Pesce
- Ammonite non identificato
- Allosaurus
- Stegosaurus
- Camptosaurus
- Ricostruzione di SaurophaganaxSaurophaganax
- Pterosauro non identificato

### 5 - Nuovi Giganti
- 95 milioni di anni fa, Cretaceo Medio (Argentina, Sud America),(Egitto, Nordafrica)

Nel Medio Cretaceo, in Sud America, in sito di nidificazione di Argentinosaurus le uova cominciano a schiudersi e quasi immediatamente i piccoli vengono attaccati da un chaoyangopteride. Lo pterosauro viene però spaventato dall'arrivo di uno Skorpiovenator, che comincia anche lui a divorare i piccoli sauropodi. Tuttavia l'abelisauride, fugge vedendo arrivare il branco di Argentinosaurus adulti, che tuttavia non prestano attenzione ai piccoli, che iniziano a nutrirsi della vegetazione circostante. Più tardi il branco di giganti si muove attraverso un campo di cenere vulcanica per trovare cibo. A causa delle loro dimensioni, ad ogni passo creano delle sabbie mobili che intrappolano i piccoli Gasparinisaura che viaggiano con loro. I giganteschi erbivori arrivano quindi in una macchia di alberi e iniziano a mangiare, ma vengono attaccati da un gruppo di Mapusaurus. I teropodi attaccano un vecchio esemplare e riescono a strappare un brandello di carne dal corpo dell'erbivoro, ma viste le dimensioni dell'animale, quest'ultimo sopravvive all'attacco. Durante l'attacco uno dei Mapusaurus viene schiacciato dal sauropode.
Nello stesso periodo in Nordafrica, un branco di Paralititan si avvicina ad un fiume per abbeverarsi. Ma l'arrivo di un gruppo di coccodrilli li spaventa, e un giovane sauropode rimane bloccato nel fango. I coccodrilli scappano spaventati dall'arrivo di un Sarcosuchus che addenta la gamba del giovane erbivoro. Ma arriva anche un Carcharodontosaurus che comincia a tirare per il collo il giovane Paralititan. Tuttavia entrambi i predatori vengono allontanati dagli adulti, e il giovane sopravvive.
L'episodio si conclude con l'inquadratura sul vecchio Argentinosaurus morto a causa delle ferite, con una moltitudine di carnivori che banchettano con la sua carcassa. Il narratore spiega che quando i giganteschi sauropodi come l'Argentinosaurus e il Paralititan si estingueranno i predatori specializzati come il Mapusaurus e il Carcharodontosaurus, scompariranno a loro volta a causa della sparizione delle loro primarie fonti di cibo.
Specie presenti:
- Argentinosaurus
- Mapusaurus
- Gasparinisaura
- Pterosauro chaoyangopteride sconosciuto (probabilmente un Lacusovagus)
- Skorpiovenator
- Paralititan
- Carcharodontosaurus
- Ouranosaurus
- Sarcosuchus
- Specie di coccodrillo sconosciuta (probabilmente un Goniopholis)

### 6 - Evoluzione e Sopravvivenza
- 65 milioni di anni fa, Cretaceo superiore (Hațeg Island, Romania)
- 92 milioni di anni fa, Cretaceo Medio (Zuni Basin, New Mexico)
- 85 milioni di anni fa, Cretaceo superiore (Mongolia, Asia)

Verso la fine del Cretaceo, nel'Europa di 65 milioni di anni fa, in un'isola chiamata Hațeg Island ovvero quella che diventerà la moderna Romania, una mandria di Magyarosaurus (sauropodi grandi come un uomo) pascola placidamente, accompagnata da un Bradycneme che insegue una lucertola. Sull'isola, però, vivono anche alcuni pterosauri come l'Eurazhdarcho e il colossale Hatzegopteryx, uno dei più grandi animali che abbia mai volato, abbastanza grande da divorare un giovane Magyarosaurus tutto intero.
Nelle antiche foreste paludose del New Mexico, durante il Medio Cretaceo, si evolvettero le più bizzarre creature che il mondo abbia mai visto. Qui si trovano il primitivo tyrannosauroide Suskityrannus e lo strano teropode erbivoro Nothronychus, entrambi ovviamente in competizione. Il Suskityrannus tenta di attaccare il Nothronychus ma quest'ultimo lo fa desistere sfoderando i suoi micidiali artigli. Lo Suskityrannus, ferito al muso, preferisce quindi divorare una carcassa nei paraggi che però risulterà infetta dal botulino e per questo il predatore morirà poco dopo. In seguito una coppia di Nothronichus viene nuovamente attaccata da un gruppo di Suskityrannus, ma i due erbivori seppur con fatica riescono ad allontanare tutti i carnivori, che divorano la carcassa del Suskityrannus infetto morendo a loro volta di botulismo.(*)
Nel Cretacico superiore, in Mongolia la coppia di Gigantoraptor, (già vista nel secondo episodio) deve proteggere le loro uova dai pericoli del deserto e mentre la femmina va in cerca di cibo, il maschio resta al nido a covare le uova. Durante la permanenza al nido il maschio protegge le uova prima da un temporale, in seguito un gruppo di Oviraptor tenta di rubare le uova dal nido ma il maschio li scaccia con facilità, ma l'arrivo di una coppia di Alectrosaurus costringe il maschio a lasciare il nido per combattere i due carnivori. Mentre è impegnato a lottare un Oviraptor tenta di rubare una delle uova, ma dopo aver allontanato i due teropodi il maschio torna al nido e scaccia facilmente l'Oviraptor prima che questo possa fare danni. Tuttavia il giorno seguente una tempesta di sabbia imperversa nel deserto e purtroppo sia il maschio e le uova vengono travolti e sotterrati dalla sabbia.
L'episodio si conclude con la sequenza dell'estinzione dei dinosauri, circa 65 milioni di anni fa, quando un enorme asteroide colpì la terra schiantandosi nel Golfo del Messico, causando un'infinità di calamità naturali, che spazzò via buona parte della flora e della fauna del pianeta. L'episodio ci riporta ad Hateg Island, dove vengono mostrati anche i pochi dinosauri sopravvissuti all'impatto che tentano disperatamente di sopravvivere. La mandria di Magyarosaurus è stata decimata dall'assenza di piante, mentre uno stormo di Hatzegopteryx cerca di contendersi le carcasse tra loro. Intanto, il Bradycneme si aggira per le pianure in cerca di una carcassa incustodita, ma appena ne trova una, arriva sempre un Hatzegopteryx a scacciarlo (In seguito si scoprirà che anche quest' ultimo si estinguerà, una volte esaurite le carcasse da spolpare). Poco prima dei titoli di coda, si vede la lucertola arrampicarsi sopra a uno scheletro di Magyarosaurus, venendo però divorata dal Bradycneme, che si volta e fugge verso il domani, facendo capire che questa specie e altre sue simili si sono evolute nei comuni uccelli di oggi. Il montaggio finale mostra le più impressionanti creature viste nei precedenti 5 episodi e la voce narrante di John Hurt spiega che i dinosauri dominarono la terra per 160 milioni di anni e ci volle qualcosa di alieno per farli sparire.
Specie presenti:
- Hatzegopteryx
- Magyarosaurus
- Bradycneme
- Eurazhdarcho
- Lucertola
- Nothronychus
- Suskityrannus (identificato come "Zunityrannus")
- Gigantoraptor
- Alectrosaurus
- Oviraptor

## Spin-offs
Il 29 settembre del 2011, la BBC ha mandato in onda uno spin-off intitolato "Planet Dinosaur Files", diretto da Jem Stansfield. Ogni episodio metteva a confronto tre creature del Mesozoico e prevedeva prove pratiche, nel tentativo di stabilire quale creature meritasse un determinato titolo, come ad esempio “il carnivoro più potente”.
Uno spin off vero e proprio è "Dinosauri", (in originale Planet Dinosaurs: Ultimate Killers) un mini DVD rilasciato da DOCUMENTARIA che riassume alcuni spezzoni della serie. Anche questo si divide in sei episodi:
1) IL COLOSSALE SPINOSAURO (EGITTO; 95 MILIONI DI ANNI FA)
L'episodio riassume come lo Spinosauro si sia evoluto per diventare un titano di 17 metri. Compaiono:
-Spinosauro
-Ouranosauro
-Onchopristis
-Rugops
2)LA MICIDIALE TECNICA DI CACCIA DELL' ALLOSAURO (WYOMING; 150 MILIONI DI ANNI FA)
L'episodio si sposta su un carnivoro più antico, l'Allosauro, di cui si è di recente scoperta la tecnica di caccia. Compaiono:
-Allosauro
-Camptosauro
-Saurophaganax
3) DINOSAURI ARBORICOLI (CINA;154-125 MILIONI DI ANNI FA)
L'episodio ci mostra alcuni dei dinosauri arboricoli più strani. Compaiono:
-Epidexipteryx
-Sinraptor
-Microraptor
-Sinornithosauro
-Xianlong
4) L'ERA DEI TIRANNOSAURIDI (CANADA;75 MILIONI DI ANNI FA/NUOVO MESSICO;92 MILIONI DI ANNI FA)
L'episodio narra di come la famiglia di predatori più evoluta della storia stia controllando il mondo dei predatori. Compaiono:
-Daspletosauro
-Centrosauro
-Suskityrannus (Identificato come Zunitiranno)
-Notronico
5)PREDATORI CANNIBALI (MADAGASCAR;70 MILIONI DI ANNI FA)
L'episodio spiega come il Majungasauro, un predatore del Sud Africa, si debba evolvere cannibalizzando o necrofacizzando.
6)UN DESTINO SEGNATO (OVUNQUE;65 MILIONI DI ANNI FA)

## Critica
Tom Sutcliffe, dell'Independent, ha trovato il programma visivamente “lucido e ravvivato” ma “la conoscenza e la scienza in generale sono messe in secondo piano rispetto al resto della serie”. Brian Switek, del Smithsonian Scienze, ha commentato, “ciò che distingue Planet Dinosaur e quello che ho apprezzato di più, ed è il fatto che c'è sempre un po' di scienza in ogni episodio” aggiungendo inoltre che “Planet Dinosaur non è il classico documentario sui dinosauri che tutti ci aspettiamo, ancora meglio di qualsiasi cosa che abbia mai visto”.
Gordon Sullivan, del DVD Verdict, ha concluso in modo positivo affermando che “Planet Dinosaur è una bella serie che dà agli spettatori un buon senso di dove sia arrivata la nostra conoscenza sui dinosauri. Combinando le meravigliose immagini digitali alla narrazione fluida della voce di John Hurt, Planet Dinosaur soddisfa sia le aspettative dei paleontologi in erba sia tutti coloro appassionati di dinosauri”.